# The Circle (альбом Bon Jovi)
The Circle — музичний альбом гурту Bon Jovi. Виданий 2009 року лейблом Island. Альбом відносять до напрямку хард-рок.

## Список пісень
1. «We Weren't Born to Follow» — 4:03
2. «When We Were Beautiful» — 5:18
3. «Work for the Working Man» — 4:04
4. «Superman Tonight» — 5:12
5. «Bullet» — 3:50
6. «Thorn in My Side» — 4:07
7. «Live Before You Die» — 4:17
8. «Brokenpromiseland» — 4:57
9. «Love's the Only Rule» — 4:38
10. «Fast Cars» — 3:16
11. «Happy Now» — 4:21
12. «Learn to Love» — 4:39